# Costabona
Costabona (in sloveno Koštabona) è un insediamento di 252 abitanti del comune sloveno di Capodistria, situato nell'entroterra dell'Istria settentrionale.
Vi si giunge da Monte di Capodistria prendendo a destra la strada per San Pietro dell'Amata; la prima deviazione a sinistra porta a Costabona passando dinanzi alla diroccata chiesetta di Sant'Elena.
Questo antico paese medioevale è posto sopra un promontorio che si spinge nella valle, a quota 251 m, degradando a pasteni parzialmente coltivati a vigneto. Il promontorio si è formato per l'erosione dovuta ai due torrentelli che scorrono ai suoi fianchi; quello ad est, detto Aguàr, si chiamava Aquaro ed ora Supot. Arrivando dall'alto, il paese si offre in tutta la sua estensione ed il benvenuto viene dato dalla grande chiesa dei Santi Cosma e Damiano, santi medici. Il toponimo Castrum Bonae testimonia la romanità del sito, probabilmente una fortificazione romana in cui, secondo un'antica tradizione, era eretto un tempio della dea della salute, la Dea Bona, dal quale si estese il nome al paese; anche dopo l'avvento del Cristianesimo, nei primi secoli d.C. vi giungevano pellegrini in cerca di guarigione.
Il fianco ovest del promontorio, sotto il paese, è zona archeologica dove sono stati effettuati scavi di ricerca. Il Marchesetti sentì parlare di un castelliere sito sopra Costabona. Pervenne ai patriarchi di Aquileia nel 1028 in seguito a donazione da parte dell'imperatore Corrado II e, nel 1186, in un successivo documento di donazione, appare con il nome di Costa Bonae. Risulta che i nobili Verzi di Capodistria ricevevano le decime di questa villa già dal 1211, Il villaggio, secondo il vescovo Tommasini, era chiuso come un castello con un'antica porta guardata da una torre in difesa. Non esistono tracce della torre né della porta, ma nella relazione del podestà capitano Francesco Mauro di Capodistria, nel 1558, si legge che Costabona fu rinforzata nelle sue opere di difesa confermando con ciò l'esistenza della torre. Il Naldini, nel XVIII secolo, ricorda che la torre e le fortificazioni erano in rovina. In quel tempo il paese veniva chiamato Castelbona.
L'immigrazione slovena in questi territori fu permessa dai Veneziani nel XV secolo in quanto terra incolta e disabitata per le guerre e le pestilenze.

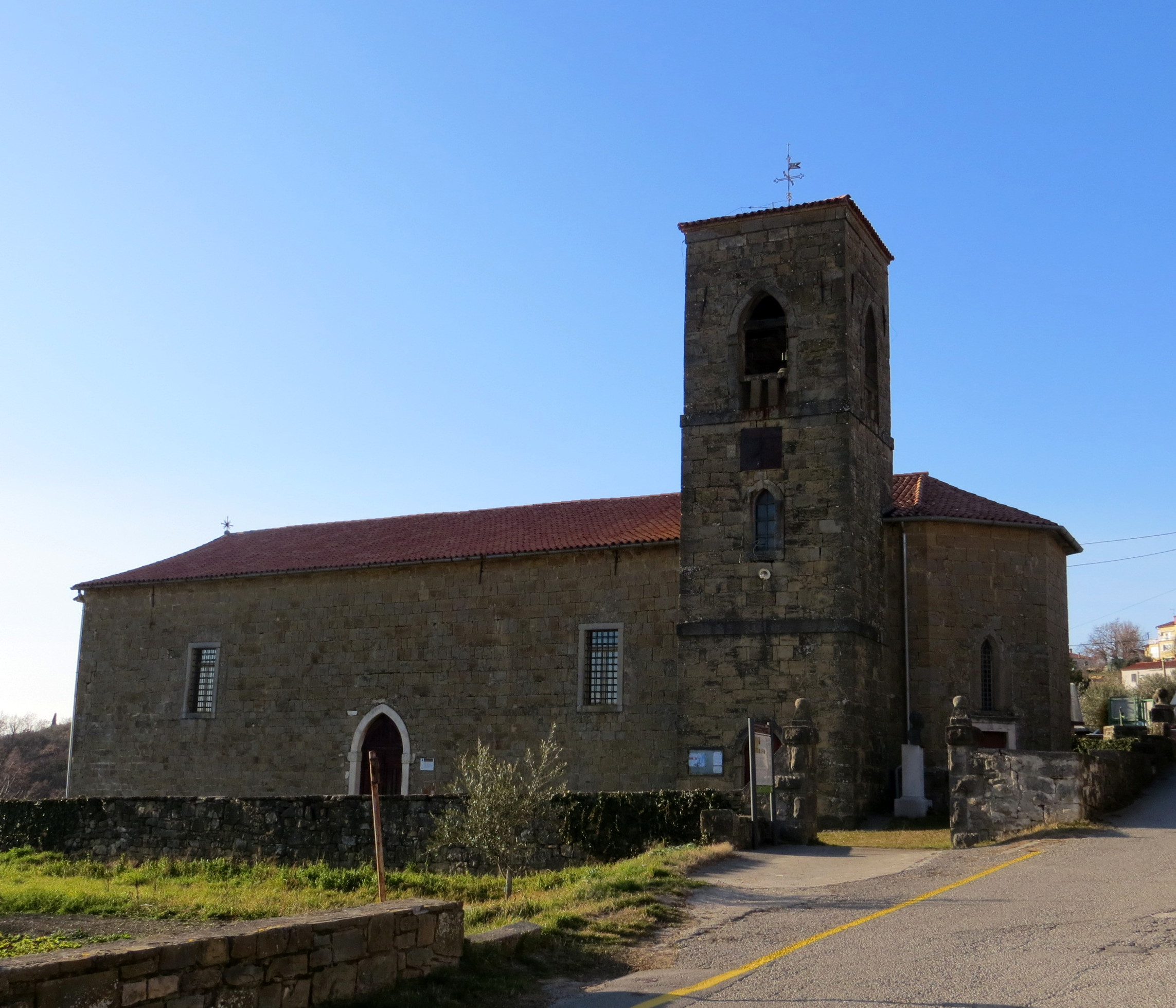
Costabona, chiesa dei SS Cosma e Damiano

Questa interessante borgata ha ben tre chiese; la prima, sopraccennata, è una costruzione in pietra arenaria a corsi, con abside poligonale e un campanile massiccio con cuspide bassa, addossata all'abside. Su certe pietre vi sono incisi simboli e sigle di riconoscimento dei lapicidi. La chiesa dei SS. Cosma e Damiano ha porte e finestre in stile gotico; è stata costruita nel 1446, come riporta una targa di marmo posta a fianco dell'entrata laterale. Sulla porta posteriore dell'abside, c'è la data del 1901, sicuramente l'anno della sua ristrutturazione. Circondata da cipressi, è recintata da un muro in pietra arenaria a pilastrini portanti elementi decorativi; con il sagrato erboso forma nell'insieme un quadretto francescano. All'interno la chiesa è ben tenuta, con un'abside a costoloni e cinque begli altari in marmi policromi.
Al centro del paese si trova la semplice chiesa di Sant'Elia, con un piccolo campanile a vela sul retro, costruita nel 1446. L'architrave sopra il portale è adorno di sculture; questa è la presunta casa natale di S. Elia, conosciuta come la "Casuccia del Beato confessore Elio", apostolo e protettore minore di Capodistria nonché discepolo di Sant'Ermacora. Fu trasformata in chiesa nel 1742 dal vescovo Agostino dei conti Bruti. All'interno fa bella mostra di sé l'altare barocco con la statua del Beato Elio.

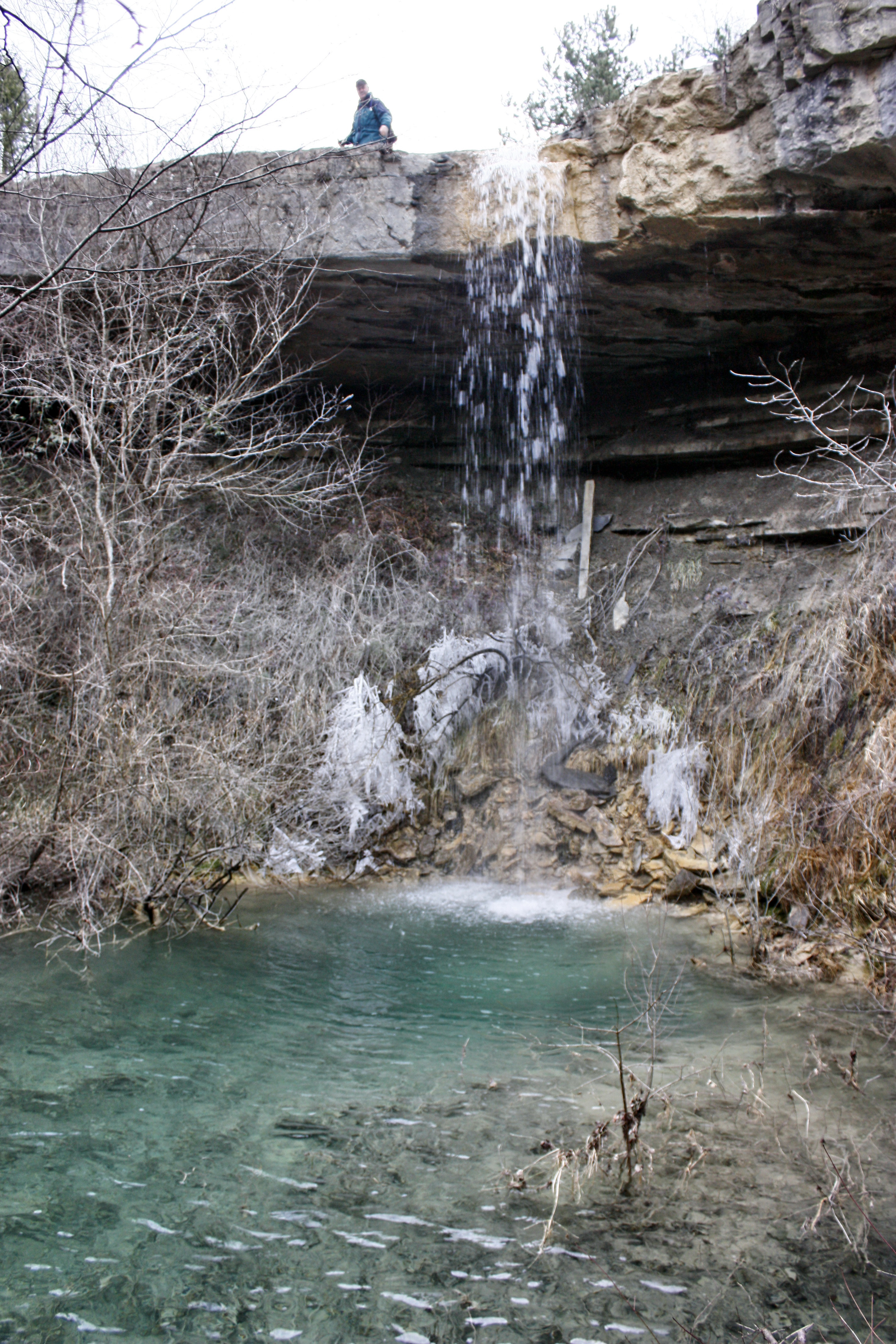
Torrente Aguar

La terza chiesa è la parrocchiale dedicata a Sant'Andrea Apostolo, del 1456, eretta dal vescovo Gabriele Gabrieli, nell'area del cimitero; si notano ancora delle tombe sul sagrato erboso, dal quale la vista spazia tutt'attorno sopra la valle, con i borghi del versante opposto bene in vista. Diventò parrocchia dopo lo smembramento da Paugnano nel 1460, per volontà del vescovo Gabrieli. Il Tommasini, nei suoi "Commentari" del XVII secolo, informa che i paesi di Puzzole (Puče) e Plagnave erano sottoposti a questa parrocchia. La costruzione, in pietra arenaria parzialmente intonacata, ha un campanile a vela sulla facciata, con abside poligonale di stile romanico. Sulla facciata è posta la data del 1723, l'anno di ricostruzione della medesima. Sul fianco sinistro della chiesa, verso il cimitero, c'è una macabra scultura sotto una croce, raffigurante un teschio con due tibie incrociate. All'interno della chiesa, degli affreschi antichi raffiguranti scene riferentesi al villaggio. Nel 1656 Baldassarre Bonifacio, vescovo di Capodistria, impose al curato di Costabona di cessare la celebrazione della messa in lingua slovena.
La campagna, secondo la descrizione del Tommasini, produceva olio e vino ed era ricca di meli, peri, castagne, ghiande e legname; rispecchia esattamente quella attuale, come se il tempo non fosse trascorso, complice la tranquillità del sito, la buona aria che vi regna e l'atmosfera che la circonda. Le case del vecchio borgo sono nello stile contadino istriano, con portici e scalette esterne; casette piccole ed addossate, tutte in pietra arenaria ingiallita dal tempo. Subito sotto il paese, sul costone ad ovest, sgorga una sorgente; un'altra è sita ad 1 km a nord-est.
Gli orsi vagavano fra queste colline ancora nel XVII secolo. Il borgo era sotto la giurisdizione di uno zuppano, che soprintendeva anche a Puzzole (Puče) e a Plagnave e tutti e tre i paesi erano ancora, nel XVII secolo, proprietà dei signori Verzi.
Nel dopoguerra, il paese ha accolto anche gente emigrata dall'interno.
Dalla chiesa dei Santi Cosma e Damiano una carrareccia scende a valle, passando per la frazione di Crevatini; nei paraggi in cui incrocia la strada sterrata del fondovalle c'era un mulino che veniva azionato dalle acque correnti del fiume Dragogna.